# 丹尼爾·埃克
丹尼爾·埃克（瑞典語：Daniel Ek，1983年2月21日—），瑞典企業家、技術專家與億萬富翁，音樂串流服務商Spotify的首席執行官兼聯合創辦人。

## 早年生活與教育
埃克於1983年2月21日於斯德哥爾摩的羅斯韋德出生，並在該處長大。他之後畢業於松德比貝里市的IT文理中學，後來往皇家理工学院就讀工程學，但埃克中途輟學，以發展其IT生涯。

## 事業生涯

### 早年發展
埃克第一次涉足商業世界是在其13歲的時候，當時其在家裡為客戶製作網站，他向第一位客戶收取100美金的費用，第二位則增至200美金。最後，他把製作網站的費用定價為5000美金。為了擴展其業務，埃克通過以電子遊戲賄賂的方式，在學校的電腦室招募學生到其網站上工作。他的收入最高曾達到每月五萬美金，到18歲時更已管理著一支25人的團隊。埃克的父母在注意到其收入後便為他買了部大型電視。
埃克後來在已於2006年被Ebay收購的瑞典拍賣公司Tradera擔任高層，並曾經是瀏覽器遊戲Stardoll的首席技術官。埃克之後創辦一家名叫Advertigo的在線廣告公司，而其亦在2006年被TradeDoubler收購。賣掉Advertigo後，埃克獲得在路德維格·斯特里尤斯旗下工作的機會，當上了μTorrent的CEO，這家公司最後在2006年12月7日被BitTorrent併合，斯特里尤斯後來亦獲邀出任Spotify的開發人員。

### Spotify
由於賣掉Advertigo和之前幾間公司已經得到足夠收入的關係，埃克決定就此退休。但幾個月之後，他明白到人生若是沒有一件可以付諸熱情的事的話，即使有多少錢也沒有用，這正是其成立Spotify的原因。埃克第一次提出Spotify的想法是在2002年，當時點對點音樂共享服務Napster終止運行，另一個非法網站Kazaa進而接手其業務。他表示自己意識到盜版無法被立法制止，即使法律肯定能做到些微的幫助，但它仍是帶不走問題本身。解決問題的唯一辨法是創建一個比盜版更好的服務，同時補償音樂業界，而Spotify便是打破這一困局的法寶。
2006年，埃克與馬丁·羅倫特松在斯德哥爾摩合資創辦Spotify AB，後者是TradeDoubler的共同創辦人，曾在收購前者的Advertigo公司後與其共事過一段時間。成立Spotify AB後，埃克擔任首席執行官，而羅倫特松則為董事長。2008年10月，該公司正式發行合法的音樂串流服務——Spotify，最初其採用類似於μTorrent的點對點營運模式，後來則在六年後改為主從式架構。2015年10月，羅倫特松宣佈辭任董事長，由本身擔任CEO的埃克身兼其職。截止2019年4月，Spotify有超過2.17億活躍用戶，同時在2017年6月時已籌得超過25億美元的風險投資。
2017年，埃克被《告示牌》評為是全球音樂產業中最有影響力的人物。

## 個人生活與政治取向

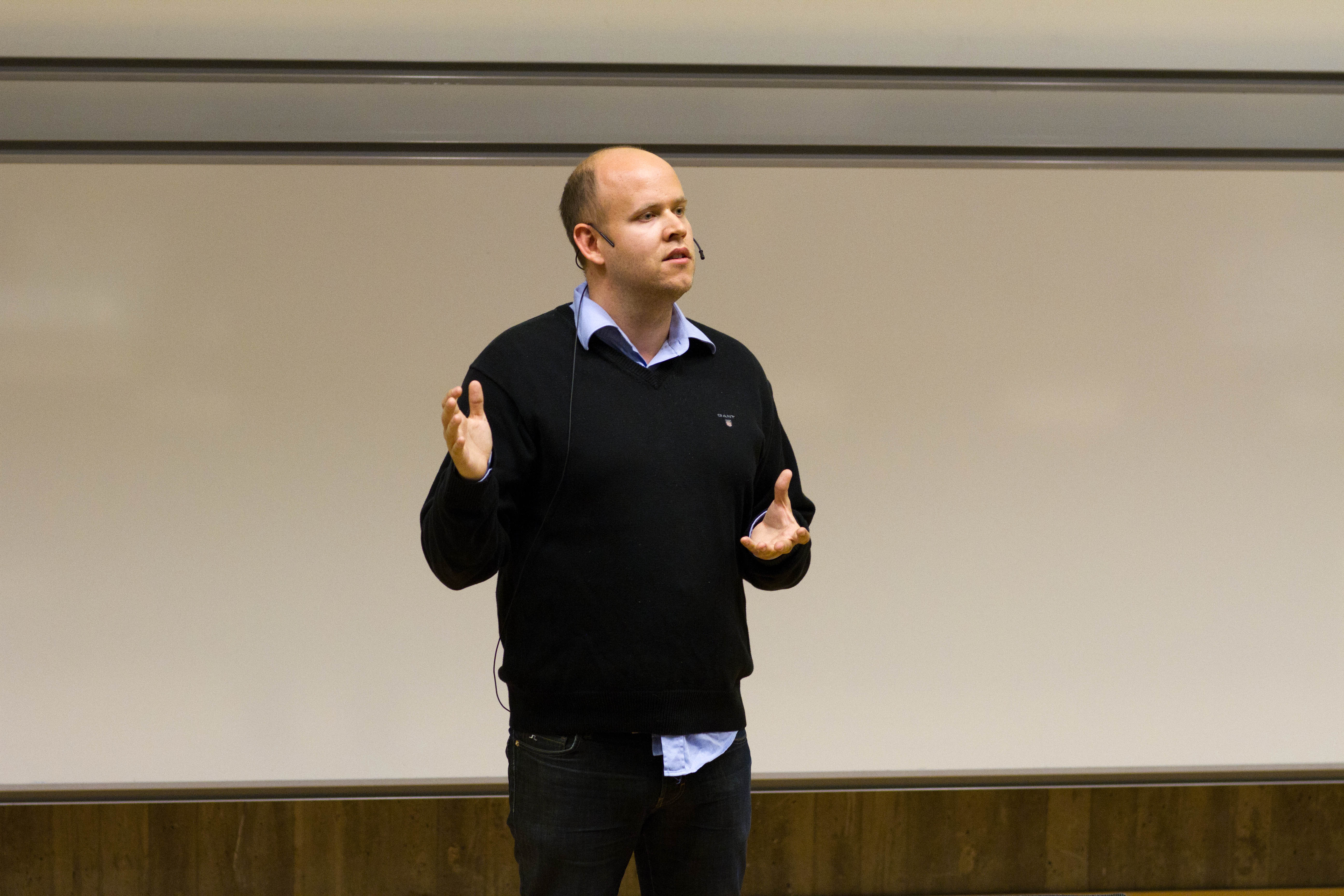
埃克於2011年在林雪平大學發表演講

2016年，埃克與其長期伴侶蘇菲亞·勒凡德（Sofia Levander）於義大利的科莫湖結婚，典禮由克里斯·洛克主持和火星人布魯諾任演唱嘉賓，同時亦有包括馬克·祖克柏等名人到場。埃克現時與其妻子育有兩個孩子。
埃克是英超足球隊的終身支持者，並曾於2021年4月表示有意購買該球隊。一個月後，埃克提出以約18億英鎊的價碼收購兵工廠，但遭擁有者斯坦·克倫克拒絕。
2016年，埃克和羅倫特松在Medium上發表公開信，聲明若瑞典政府不更改部分住房、稅收或教育方針的話，Spotify將會把總部搬遷到該國以外的其他地方。埃克進一步聲稱瑞典對股票期權採取高稅制政策，使得創業公司很難給予與其他大公司同等的薪酬，招致他們難以激勵程序員去工作。此外，他亦表示瑞典過度限制了經濟適用房的供應。

### 淨資產
據報導，埃克在2016年佔有Spotify約8.25億美金的資產，當時估價值80億美元。此後，Spotify的價值上揚至160億美元，假設埃克沒有出售任何股份的話，他會持有16億美元的股份。

## 外部連結
- 丹尼爾·埃克的X（前Twitter）